# Giovanni delle Bande Nere (Schiff)
Die Giovanni delle Bande Nere war ein Leichter Kreuzer der Alberto-di-Giussano-Klasse der Königlich Italienischen Marine. Sie wurde am 1. April 1942 vom britischen U-Boot Urge vor Stromboli versenkt. Das Schiff wurde nach Giovanni dalle Bande Nere aus dem Haus Medici, einem italienischen Condottiere, benannt.

## Einsatzgeschichte
Die Giovanni delle Bande Nere diente ausschließlich im Mittelmeer. Während des Spanischen Bürgerkriegs diente sie im aktiven Dienst als Sicherheitsreserve. Anschließend wurde sie als Ausbildungsschiff genutzt. Mit dem Kriegseintritt Italiens im Juni 1940 bildete sie zusammen mit dem Leichten Kreuzer Luigi Cadorna einen Teil der 2. Kreuzerdivision. Sie führte Minenlegeoperationen in der Straße von Sizilien durch und eskortierte Truppentransporte nach Nordafrika.
Am 17. Juli 1940 war die Giovanni delle Bande Nere zusammen mit ihrem Schwesterschiff Bartolomeo Colleoni auf dem Weg nach Leros, als es zur Seeschlacht bei Kap Spada kam. Die Bartolomeo Colleoni wurde von der Sydney bewegungsunfähig geschossen und von den Zerstörern Hyperion und Ilex mit Torpedos versenkt. Die Giovanni delle Bande Nere erhielt Artillerietreffer von der Sydney, konnte diese aber auch einmal treffen. Sie zog sich beschädigt aus dem Gefecht nach Tripolis zurück.
Ab Dezember 1940 war sie der 4. Kreuzerdivision zugeteilt. Es folgten weitere Minenlegeoperationen und Einsätze als Eskortschiff. Zudem war die 4. Kreuzerdivision an der Blockade von Malta beteiligt. Ein Minenfeld, welches die Giovanni delle Bande Nere zusammen mit der Alberto di Giussano legte, traf die britische Force K empfindlich. Der Leichte Kreuzer Neptune und der Zerstörer Kandahar wurden versenkt. Die Leichten Kreuzer Aurora und Penelope wurden schwer bzw. leicht beschädigt. Die bis dahin erfolgreiche „Force K“ wurde daraufhin aufgelöst.
Am 22. März 1942 war die Giovanni delle Bande Nere Teil der Eskortflottille für das Schlachtschiff Littorio, als es zum zweiten Seegefecht im Golf von Syrte kam. Dabei gelang es dem Kreuzer, die britische Cleopatra, einen Leichten Kreuzer der Dido-Klasse und Flaggschiff von Admiral Philip Vian, schwer zu beschädigen. Die hinteren Geschütztürme wurden ausgeschaltet und sowohl der Radar- als auch der Funkraum getroffen.
Einen Tag nach dem Gefecht wurde die Giovanni delle Bande Nere in einem Sturm beschädigt und für Reparaturen Richtung La Spezia geschickt. Sie lief zuerst Messina an und setzte dann ihren Weg zusammen mit der Aviere, einem Zerstörer der Soldati-Klasse, fort. Am 1. April 1942 wurde sie vom britischen U-Boot Urge vor Stromboli aufgeklärt und mit zwei Torpedos versenkt. Die Giovanni delle Bande Nere zerbrach in zwei Teile und sank binnen weniger Minuten. 381 Seeleute fanden dabei den Tod.
Am 9. März 2019 berichteten italienische Medien, dass ein italienisches Minensuchboot das Wrack der Giovanni delle Bande Nere in 1400 m Tiefe gefunden hat. Bilder des Wracks zeigen Teile des Schiffes auf der Backbordseite liegend.

## Kommandanten
- Kapitän Francesco Maugeri, 3. August 1939 bis 16. November 1940
- Kapitän Giorgio Blasetti, 17. November 1940 bis 27. November 1940
- Kapitän Roberto Caruel, 28. November 1940 bis 16. Januar 1941
- Kapitän Mario Azzi, 17. Januar 1941 bis 9. Februar 1941
- Kapitän Sesto Sestini, 10. Februar 1941 bis 9. Juli 1941
- Kapitän Enrico Mirti Della Valle, 10. Juli 1941 bis 7. August 1941
- Kapitän Vittore Raccanelli, 8. August 1941 bis 22. September 1941
- Kapitän Giorgio Rodocanacchi, 23. September 1941 bis 19. Oktober 1941
- Kapitän Ludovico Sitta, 20. Oktober 1941 bis 1. April 1942